# Изолирующий язык
Изоли́рующие языки́ (иначе аморфные, односложные, корневые) — языки с низким соотношением морфем к слову. Слова в максимально изолирующем языке будут состоять только из одной морфемы — корня, не образуя ни составных слов, ни сочетаний с суффиксами, префиксами и т. д. В этом отношении изолирующие языки противоположны синтетическим языкам, в которых слова могут состоять из нескольких морфем.

## Пояснение
Исторически все языки были разделены на три класса (изолирующие, флективные, агглютинативные). При разделении исходили из двух факторов:
1. среднее количество морфем в слове;
2. сила «склеенности» между морфемами.

В изолирующих языках каждой морфеме соответствует отдельное слово. Примеры из русского языка:
хаки
Это слово (хаки) состоит только из одной морфемы (собственно хаки), соотношение между словами и морфемами 1:1.
Другой пример:
проездной (билет)
Это слово (проездной) состоит из четырёх морфем (про-, -езд-, -н-, -ой), соотношение между словами и морфемами 1:4.
Языки, считающиеся изолирующими, имеют соотношение между словами и морфемами 1:1 (или близкое к 1:1). В своём чистом виде изолирующие языки «не имеют морфологии»: они используют независимые служебные слова для тех грамматических целей, которые в синтетических языках обычно выражаются аффиксами или изменениями корня.
Соотношение морфем и слов рассматривается как постоянная величина. При этом чем выше это отношение, тем менее вероятно, что данный язык является изолирующим. Языки, имеющие это соотношение выше 1,0, в которых используются несколько морфем в слове, называют синтетическими. Флективные и агглютинативные языки можно определить как подклассы синтетических языков. При этом к одному из двух подклассов конкретный язык относят, исходя из одного фактора (сила «склеенности» между морфемами).
Изолирующие языки широко распространены в Юго-Восточной Азии. Например, к изолирующим (как подклассу аналитических) в той или иной степени относится большинство следующих языков:
- австроазиатские языки (вьетнамский язык, кхмерский язык)
- некоторые сино-тибетские языки (классический китайский, древний тибетский, бирманский язык)
- тай-кадайские языки (тайский и лаосский языки)

## Примеры
Изолирующие языки не только не имеют зависимых морфем, указывающих на роль слов в предложении, но также имеют тенденцию избегать и служебных слов, которые выполняли бы такую же функцию, поэтому порядок слов в предложении обычно исключительно важен. Так, в севернокитайском языке порядок слов передаёт отношения подлежащего и прямого дополнения. Например:
| традиционный                                                     | 明天     | 我 | 的                       | 朋友    | 會     | 爲  | 我 | 做     | 一   | 個              | 生日           | 蛋糕    |
| упрощённый                                                       | 明天     | 我 | 的                       | 朋友    | 会     | 为  | 我 | 做     | 一   | 个              | 生日           | 蛋糕    |
| пиньинь                                                          | míngtīan | wǒ | de                       | péngyou | huì    | wèi | wǒ | zuò    | yí   | ge              | shēngri        | dàn’gāo |
| английский дословный                                             | tomorrow | I  | (притяжательная частица) | friend  | will1  | for | I  | make   | one  | (счетное слово) | birthday2      | cake    |
| русский дословный                                                | завтра   | я  | (притяжательная частица) | друг    | будет1 | для | я  | делать | один | экземпляр       | день рождения2 | пирог   |
| «Завтра мой друг/мои друзья сделают пирог на мой день рождения.» |          |    |                          |         |        |     |    |        |      |                 |                |         |

1 会 (huì) — усиленная форма 将 (jiāng), обозначающая будущее время глагола (буду…). Перевести можно, используя усилительные слова уверенности с глаголом совершенного вида («обязательно испекут»).
2 生日(shēngri) — день рождения, это слово здесь не наречие времени, а прилагательное, которое обозначает отношение к пирогу, как по-английски «birthday cake».
Как видно из таблицы, английский язык тоже является весьма изолирующим, за исключением морфемы множественного числа -s, являющейся суффиксом. Следует отметить, что словоформа my не является многосложной, как можно подумать, сравнивая с китайским текстом. Это — одна морфема, передающая смысл двух китайских слов.
zuò («делать») не меняется в настоящем времени:
| традиционный         | 他們  | 在    | 做       | 作業     |
| упрощенный           | 他们  | 在    | 做       | 作业     |
| пиньинь              | tāmen | zài   | zuò      | zuòyè    |
| английский дословный | they  | are   | doing    | homework |
| русский дословный    | они   | суть1 | делающие | уроки    |
| «Они делают уроки.»  |       |       |          |          |

1 Глагол-связка, показатель настоящего времени.
Похожим образом строится предложение в бирманском языке (порядок слов субъект-объект-глагол):
| မနက်ဖြန်                                               | ကျွန်တော်1        | ရဲ့                        | သူငယ်ချင်း                | မွေးနေ့                 | ကိတ်မုန့်                | တစ်    | ဗန်း              | ဖုတ်          | ပေး        | မည်။²                       |
| məneʔpʰyà̃ ma ne' hpyan                              | ʧənɔ̀ kya no | yḛ ye.                   | θəŋèʤí̃ tha nge chin: | mwéinḛi mwei: nei. | keiʔ mo̰ʊ̃ kei' moun. | tə ta | bá̃ ban:         | pʰoʊʔ hpou' | péi pei: | myì myi                    |
| завтра                                              | я           | (притяжательная частица) | друг                 | день рождения      | пирог               | один  | (счетное слово) | печь        | давать   | (частица будущего времени) |
| «Завтра друзья испекут пирог на мой день рождения.» |             |                          |                      |                    |                     |       |                 |             |          |                            |

1 Местоимения обычно используются для объектов мужского рода.
² Словарная форма. Разговорная форма — မယ်.